# Gruszyczka zielonawa
Gruszyczka zielonawa (Pyrola chlorantha Sw.) – gatunek rośliny należący do rodziny wrzosowatych (Ericaceae). Występuje w północnej Ameryce, zachodniej Azji, Azji Mniejszej, w północnej i środkowej Europie oraz na Kaukazie. W Polsce gatunek objęty ochroną częściową.

## Rozmieszczenie geograficzne
Występuje na obszarze Azji (Chanty-Mansyjsk, Mongolia), Europy (Austria, Belgia, Bułgaria, Czechy, Dania, Estonia, Finlandia, Francja, Grecja, dawna Jugosławia, Karelia, Łotwa, Niemcy, Norwegia, Polska, Rumunia, Szwajcaria, Szwecja, Ukraina, Węgry, Włochy) i Ameryki Północnej (USA: Alaska, Arizona, Dakota Południowa, Idaho, Kolorado, Michigan, Minnesota, Montana, Nebraska, Nevada, Nowy Meksyk, Ohio, Utah, Wisconsin; Kanada: Nowy Brunszwik, Nowa Fundlandia, Nowa Szkocja, Wyspa Księcia Edwarda, Kolumbia Brytyjska, Manitoba).
W Polsce gatunek spotykany na rozproszonych stanowiskach na obszarze całego kraju, w górach do wysokości 400 m n.p.m.

## Morfologia

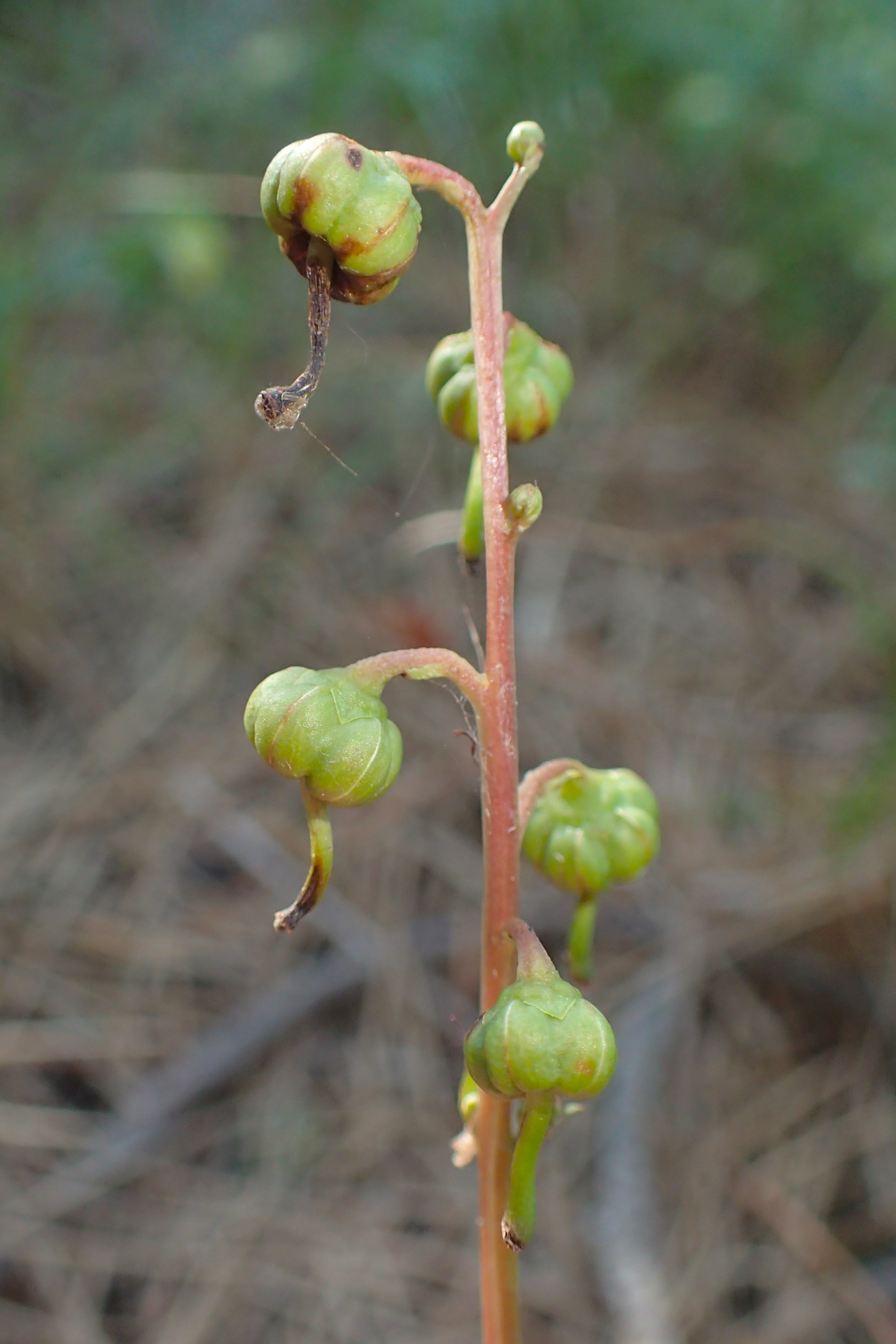
Owoce

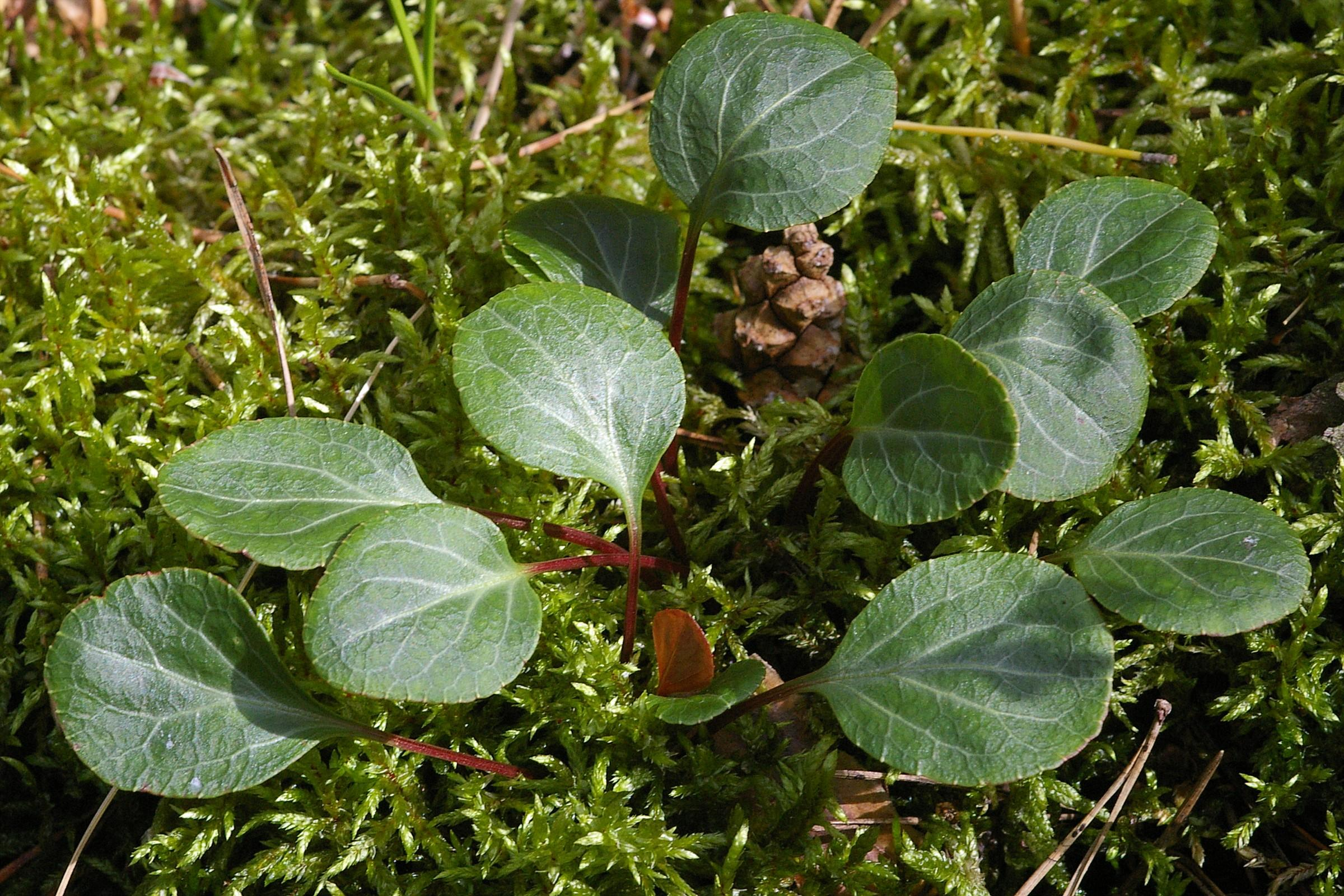
Liście

ŁodygaOd 10 do 25 cm wysokości, czerwona, ostrokrawędzista.
LiścieOkrągławojajowate, o zmiennym kształcie, brzegiem słabo ząbkowane, skórkowate, pod spodem niebieskawe, a z wierzchu ciemnozielone. Blaszka liścia o średnicy od 0,5 do 3 cm. Ogonek dłuższy, rynienkowaty.
KwiatyZwykle samopylne, działki kielicha zielone, okrągławotrójkątne, nieodgięte. Korona szeroko otwarta, średnicy od 8 do 10 mm, dzwonkowata. Płatki korony barwy zielonobiałej, cztery razy dłuższe od działek kielicha. Szyjka słupka łukowato wygięta do dołu i dłuższa od płatków.
OwocTorebka z zakrzywioną szyjką słupka. Nasiona rozsiewane są przez wiatr.

## Biologia i ekologia
Zimozielona krzewinka. Rośnie w półcieniu, w borach iglastych, na glebach suchych i świeżych, ubogich i kwaśnych. Kwitnie od czerwca do lipca.

## Zagrożenia i ochrona
Od 2014 roku gatunek jest objęty w Polsce ochroną częściową.